# 札幌ファッションデザイン専門学校DOREME

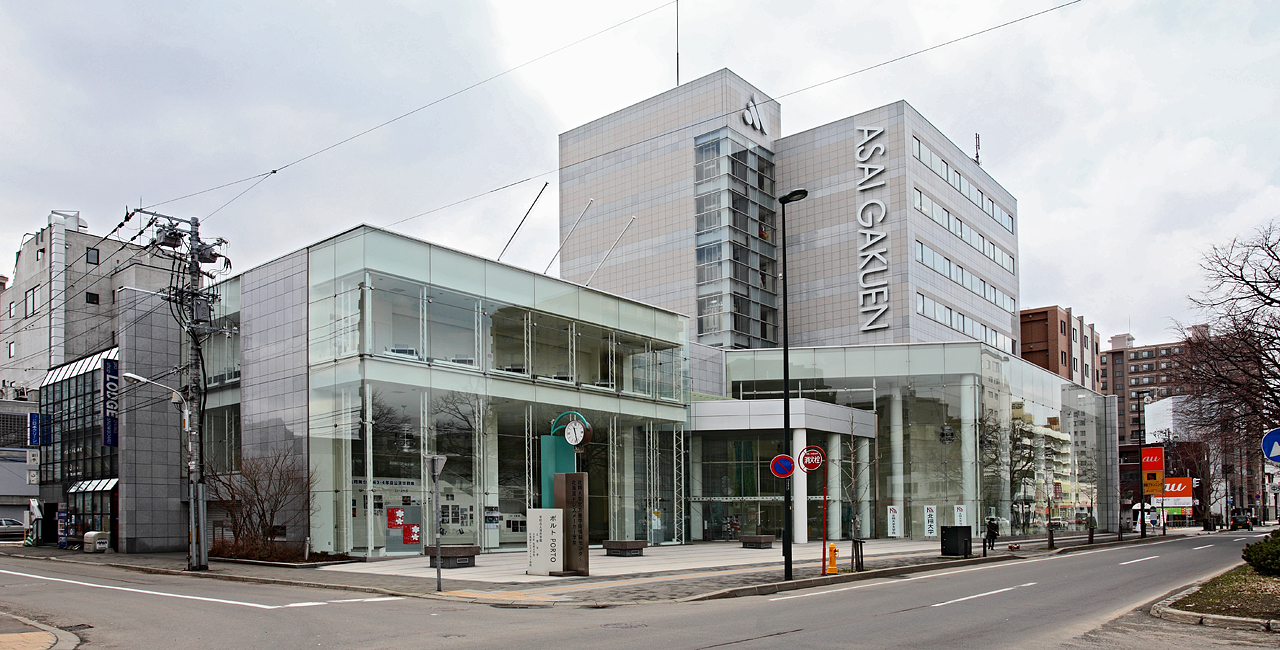
現校舎

札幌ファッションデザイン専門学校DOREME（さっぽろふぁっしょんでざいんせんもんがっこうドレメ）とは、北海道札幌市中央区南1条西22丁目1－1（「北方圏学術情報センター PORTO」内）にある専門学校。経営主体は学校法人浅井学園。略称はドレメ。

## 概要
北海道知事法人認可校。浅井淑子が1939年（昭和14年）に創立した専門学校であり、長い歴史を持つ服飾専門学校の一つ。この学校から北翔大学短期大学部や北翔大学、旭川調理師専門学校が分派する。
現在は、3代目学校長の浅井学が運営している。2021年に現校名に変更。

## 建学の精神・教育理念
『平成26年度 自己点検評価報告書』を参照。洋裁教育を通じて婦人の教養を高め、専門技術の修得により婦人の社会的地位を向上させることを目的とした。
「人間の幸せを願う心、愛と和のためにすること」であり、服飾を通じて人の幸福を追求する精神が今も息づいている。
- 建学の精神

「女性にふさわしい職業的技能と幅広い教養を持つ自立できる社会人の育成」
- 教育理念

「愛と知」

## 沿革
公式ホームページ「建学の精神・沿革」および『平成26年度 自己点検評価報告書』を参照。
- 1939年（昭和14年）9月 - 北海ドレスメーカー女学園として創立（北海道札幌市南1条西5丁目1番地）。本科、夜間科を開設
- 1940年（昭和15年）6月 - 北海ドレスメーカー女学院に改称
- 1941年（昭和16年）2月 - 北海洋裁専門女学院に改称
- 1945年（昭和20年）4月 - 北海ドレスメーカー女学院に改称
- 1949年（昭和24年）4月 - 北海ドレスメーカー旭川分院設立
- 1950年（昭和25年）4月 - 新校舎を建設（北海道札幌市南4条西16丁目2番5号）
- 1951年（昭和26年）6月 - 学校法人化。準学校法人北海道ドレスメーカー女学院設立。校名も北海道ドレスメーカー女学院に改称。初代理事長に浅井猛
- 1954年（昭和29年）4月 - 高等師範科を新設
- 1955年（昭和30年）12月 - 東校舎を建設（校地を北海道札幌市南4条西16丁目（現：中央区南4条西16丁目2－5。北星学園女子中学高等学校東隣）に移転）
- 1957年（昭和32年）1月 - 法人名を準学校法人浅井学園に改称。浅井学園クッキングカレッジ開校
- 1963年（昭和38年）4月 - 法人を学校法人浅井学園に改組。西校舎建設
- 1971年（昭和46年）4月 - 北海道ドレスメーカー女学院に服飾専攻科を設置
- 1975年（昭和50年）
  - 4月 - 北海道ドレスメーカー女学院にプロフェッション科を設置。高等師範科をデザイナー科に改称
  - 8月 - 北海道ドレスメーカー学院に改称
- 1976年（昭和51年）4月 - 学校法人浅井学園北海道ドレスメーカー学院、北海道ドレスメーカー学院旭川分院を専門学校専門課程に昇格改組
- 1980年（昭和55年）
  - 2月 - 第2代院長に浅井洋子が就任
  - 4月 - 北海道ドレスメーカー学院にコーディネーター科を設置。デザイナー科にオートクチュール、アパレル産業、コーディネーターの各コースを設置
- 1990年（平成2年）11月 - 学校法人浅井学園第2代理事長に浅井幹夫が就任
- 1992年（平成4年）3月 - 北海道ドレスメーカー学院旭川分院を閉校
- 1993年（平成5年）4月 - 北海道ドレスメーカー学院の各科、専攻科をオートクチュール科、アパレル科、コーディネーター科、デザイナー専攻科に改組
- 2001年（平成13年）4月 - 北海道ドレスメーカー学院にファッション専攻科スタイリングコースを設置
- 2002年（平成14年）4月 - 北海道ドレスメーカー学院の各科、専攻科を総合企画科、生産技術科、販売企画科、装飾表現科、服装技術科（夜間課程）、時装専攻科に改組
- 2004年（平成16年）4月 - 北海道ドレスメーカー学院の時装専攻科をオートクチュール、デザイナー、スタイリングの各コースに改組
- 2005年（平成17年）4月 - 北海道ドレスメーカー学院に造形科（ファッショングッズ、ペットグッズの各コース）を設置。総合企画科をデザイン科に、服装技術科をソワレ科に、生産技術科、販売企画科、装飾表現科を総合科（製作技術、販売企画、装飾表現の各コース）に改組
- 2006年（平成18年）2月 - 学校法人浅井学園第3代理事長に鈴木弘泰就任
- 2007年（平成19年）4月 - 北海道ドレスメーカー学院の時装専攻科を専攻科に改称。デザインコース、スタイリストコースをマーチャンダイジングコースに改組
- 2009年（平成21年）4月 - 北海道ドレスメーカー学院のデザイン科をファッションデザイン科に、総合科の製作技術コースをファッションテクニーク科に、総合科の販売企画コース、装飾表現コースをファッションプランニング科に、ソワレ科を夜間科に改組
- 2011年（平成23年）3月 - 学校法人浅井学園第4代理事長に鎌田昌市就任。北海道ドレスメーカー学院の専攻科マーチャンダイジングコースをディレクションコースに改称
- 2013年（平成25年）1月 - 北海道ドレスメーカー学院の校舎を北方圏学術情報センターPORTO内（北海道札幌市中央区南1条西22丁目1番1号）へ移転
- 2015年（平成27年）4月 - 北海道ドレスメーカー学院のファッションデザイン科、ファッションテクニーク科、ファッションプランニング科をファッション総合学科に改組。夜間科を1年制課程から2年制課程に変更
- 2019年（平成31年）4月 - 北翔大学・北翔大学短期大学部（学校法人北翔大学）と運営法人を分離
- 2021年（令和3年）4月 - 校名を北海道ドレスメーカー学院より札幌ファッションデザイン専門学校DOREMEに変更

## 設置学科
ホームページ「学科・コース紹介」のページを参照。ファッション総合学科の各コースには2年次に分かれる
- ファッション総合学科（2年制）
  - ファッションデザインコース
  - ファッションテクニークコース
  - ファッションビジネスコース
- 夜間科（1年制）

## 専攻科
ファッション総合学科の上級課程として以下の専攻科がある
- 専攻科（1年制）

## 出身者
- 浅井洋子
- 冴木杏奈